# Guttaring
Guttaring – gmina targowa w Austrii, w kraju związkowym Karyntia, w powiecie Sankt Veit an der Glan. Według danych Austriackiego Urzędu Statystycznego liczyła 1477 mieszkańców (1 stycznia 2015).